# Chlenias pini
Chlenias pini är en fjärilsart som beskrevs av Tindale 1928. Chlenias pini ingår i släktet Chlenias och familjen mätare. Inga underarter finns listade i Catalogue of Life.